# CentraleSupélec
CentraleSupélec một trường kỹ thuật thuộc Đại học Paris-Saclay ở Gif-sur-Yvette, Île-de-France, Pháp.
Trường được thành lập vào năm 2015 trên cơ sở hợp nhất Supélec (tên chính thức là École supérieure d’électricité) và École Centrale Paris (tên chính thức là École centrale des arts et manufactures). Trường chịu sự giám sát của Bộ trưởng Bộ Công nghiệp và Bộ trưởng Bộ Giáo dục Đại học, Nghiên cứu và Đổi mới. Hiện tại, trường là một trong những trường kỹ thuật nổi tiếng, tuyển sinh có chọn lọc nhất của Pháp.
Từ tháng 10 năm 2023, CentraleSupélec là đối tác của IPSA để cấp bằng kép về hàng không vũ trụ.

## Sinh viên tốt nghiệp nổi tiếng
- Louis Blériot, một phi công, nhà phát minh và kỹ sư người Pháp
- Gustave Eiffel, một kỹ sư kết cấu, nhà thầu, một nhà chuyên môn về các kết cấu kim loại người Pháp và là một nhà khí tượng học
- Solomon Lefschetz, một nhà toán học người Mỹ đã nghiên cứu về lĩnh vực tô pô đại số, ứng dụng cho hình học đại số, và lý thuyết phương trình vi phân thường phi tuyến tính